# Bologna Football Club 1911-1912
Questa voce raccoglie le informazioni riguardanti il Bologna Football Club nelle competizioni ufficiali della stagione 1911-1912.

## Stagione
Il Bologna nel campionato di Prima Categoria 1911-1912 si classifica al quarto e ultimo posto nel girone veneto-emiliano, dietro a Venezia (qualificata alla finalissima), Vicenza e Verona.

## Divise
| Casa | Portiere |

## Rosa
| N. |                   | Ruolo | Calciatore        |
| -- | ----------------- | ----- | ----------------- |
|    | Italia (bandiera) | P     | Enrico Guardigli  |
|    | Italia (bandiera) | D     | Domenico Malfatti |
|    | Italia (bandiera) | D     | Salvatore Chiara  |
|    | Italia (bandiera) | D     | Pietro Palmieri   |
|    | Italia (bandiera) | C     | Guido Della Valle |
|    | Spagna (bandiera) | C     | Antonio Bernabéu  |

| N. |                   | Ruolo | Calciatore              |
| -- | ----------------- | ----- | ----------------------- |
|    | Italia (bandiera) | C     | Alfonso Pessarelli      |
|    | Italia (bandiera) | C     | Gino Donati             |
|    | Italia (bandiera) | C     | Guido Nanni             |
|    | Italia (bandiera) | A     | Arrigo Gradi (capitano) |
|    | Italia (bandiera) | A     | De Martinis             |
|    | Spagna (bandiera) | A     | Natalio Rivas           |

## Risultati

### Prima Categoria

#### Girone veneto-emiliano

##### Girone di andata
| Arbitro: | Scamoni (Torino) |

|                     |           |                            |
| Donati 8’ Gradi 68’ | Marcatori | 65’ Forlivesi 80’ Bascheni |

| Arbitro: | Magni (Milano) |

|                                             |           |                      |
| Bernabéu 25’ Donati 47’ Malfatti 88’ (rig.) | Marcatori | 45’ Sacchi 65’ Costa |

| Arbitro: | Meazza (Milano) |

|                                   |           |  |
| Bernabéu 75’ Donati 80’ Gradi 85’ | Marcatori |  |

##### Girone di ritorno
| Arbitro: | Vicenzi (Bologna) |

|                            |           |                 |
| Forlivesi 22’ Vigevani 67’ | Marcatori | 74’ De Martinis |

| Arbitro: | Cattaneo (Milano) |

|                               |           |              |
| Gradi 10’ (aut.) Brevedan 42’ | Marcatori | 25’ Bernabéu |

| Arbitro: | Resegotti (Vicenza) |

|               |           |  |
| G. Tonini 80’ | Marcatori |  |

## Statistiche

### Statistiche di squadra
| Competizione                             | Punti | In casa | In casa | In casa | In casa | In casa | In casa | In trasferta | In trasferta | In trasferta | In trasferta | In trasferta | In trasferta | Totale | Totale | Totale | Totale | Totale | Totale | DR |
| Competizione                             | Punti | G       | V       | N       | P       | Gf      | Gs      | G            | V            | N            | P            | Gf           | Gs           | G      | V      | N      | P      | Gf     | Gs     | DR |
| ---------------------------------------- | ----- | ------- | ------- | ------- | ------- | ------- | ------- | ------------ | ------------ | ------------ | ------------ | ------------ | ------------ | ------ | ------ | ------ | ------ | ------ | ------ | -- |
| Prima Categoria (girone veneto-emiliano) | 5     | 3       | 2       | 1       | 0       | 8       | 4       | 3            | 0            | 0            | 3            | 2            | 5            | 6      | 2      | 1      | 3      | 10     | 9      | +1 |

### Andamento in campionato
| Giornata  | 1 | 2 | 3 | 4 | 5 | 6 |
| --------- | - | - | - | - | - | - |
| Luogo     | C | C | C | T | T | T |
| Risultato | N | V | V | P | P | P |

Legenda:

Luogo: C = Casa; T = Trasferta. Risultato: V = Vittoria; N = Pareggio; P = Sconfitta.